# Forte Aurelia Antica
Il Forte Aurelia Antica è uno dei 15 forti di Roma, edificati nel periodo compreso fra gli anni 1877 e 1891.

Si trova nel suburbio S. VIII Gianicolense, nel territorio del Municipio Roma XII.

## Storia
Fu costruito a partire dal 1877 e terminato nel 1881, su una superficie di 5,7 ha, al terzo km di via Aurelia Antica, dalla quale prende il nome.
L'appalto fu all'epoca affidato alla Società Veneta.
Attualmente è occupato da Unità della Guardia di Finanza.
A partire dal 2017 l'intero comprensorio è oggetto di un'accurata opera di riqualificazione e di contestuale restauro conservativo del manufatto, con rilettura dei ruoli che ha svolto nel corso della sua storia.